# Eleonora Vlaicov

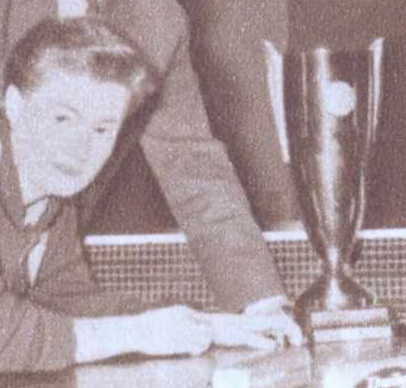
Eleonora Mihalca (1965)

Eleonora Vlaicov, verh. Eleonora Mihalca, (* 1945) ist eine ehemalige rumänische Tischtennisspielerin. In den 1960er und Anfang der 1970er Jahre gehörte sie zur Tischtennisspitze Rumäniens und nahm an sechs Weltmeisterschaften teil, wo sie 1969 zwei Silbermedaillen gewann. Zahlreiche Erfolge verzeichnete sie im Doppel mit Maria Alexandru.

## Werdegang
Eleonora Vlaicov heiratete Anfang der 1970er Jahre und trat danach unter dem Namen Mihalca oder auch Vlaicov-Mihalca auf.
Erstmals trat sie 1962 international in Erscheinung, als sie bei den Jugend-Europameisterschaften in Bled mit Mariana Jeandrescu bis ins Finale vordrang.
Im Zeitraum von 1966 bis 1968 wurde sie fünfmal rumänische Meisterin, 1969 im Einzel, 1966 bis 1968 dreimal im Doppel mit Maria Alexandru sowie 1968 im Mixed mit Adalbert Rethi. 15 Goldmedaillen holte sie bei Balkanmeisterschaften. Von 1963 bis 1973 nahm sie an sechs Weltmeisterschaften teil. Dabei erreichte sie 1969 zusammen mit Maria Alexandru das Endspiel im Doppel, und auch mit der Mannschaft wurde sie Vizeweltmeister.
Europameisterschaften erreichte sie 1968 und 1974 im Doppel das Halbfinale, 1968 mit Maria Alexandru, 1974 mit Magdalena Leszay.
Ihr bester Platz in der ITTF-Weltrangliste war Rang 12 Mitte 1969.

## Turnierergebnisse
| Verband | Veranstaltung                         | Jahr | Ort       | Land | Einzel        | Doppel        | Mixed         | Team |
| ------- | ------------------------------------- | ---- | --------- | ---- | ------------- | ------------- | ------------- | ---- |
| ROU     | Balkan Meisterschaft                  | 1972 | Ankara    | TUR  | Halbfinale    |               |               | 1    |
| ROU     | Balkan Meisterschaft                  | 1969 | Athen     | GRE  | Silber        | Gold          |               | 1    |
| ROU     | Balkan Meisterschaft                  | 1968 | Skopje    | YUG  | Gold          | Gold          | Gold          | 1    |
| ROU     | Balkan Meisterschaft                  | 1967 | Antalya   | TUR  | Halbfinale    | Gold          | Silber        | 1    |
| ROU     | Balkan Meisterschaft                  | 1966 | Brasov    | ROU  | Gold          | Gold          |               | 1    |
| ROU     | Balkan Meisterschaft                  | 1965 | Sofia     | BUL  | Halbfinale    |               |               | 1    |
| ROU     | Balkan Meisterschaft                  | 1964 | Athen     | GRE  | Gold          |               |               | 1    |
| ROU     | Europameisterschaft                   | 1974 | Novi Sad  | YUG  |               | Halbfinale    |               |      |
| ROU     | Europameisterschaft                   | 1968 | Lyon      | FRA  | letzte 16     | Halbfinale    |               |      |
| ROU     | Europameisterschaft                   | 1966 | London    | ENG  |               | Viertelfinale | Viertelfinale |      |
| ROU     | Jugend-Europameisterschaft (Junioren) | 1962 | Bled      | YUG  |               | Silber        |               |      |
| ROU     | EURO-TOP12                            | 1972 | Zagreb    | YUG  | 12            |               |               |      |
| ROU     | Weltmeisterschaft                     | 1973 | Sarajevo  | YUG  | letzte 64     | letzte 32     | letzte 16     | 6    |
| ROU     | Weltmeisterschaft                     | 1971 | Nagoya    | JPN  | letzte 64     | letzte 16     | letzte 32     | 6    |
| ROU     | Weltmeisterschaft                     | 1969 | München   | FRG  | Viertelfinale | Silber        | letzte 64     | 2    |
| ROU     | Weltmeisterschaft                     | 1967 | Stockholm | SWE  | letzte 16     | letzte 16     | letzte 128    | 6    |
| ROU     | Weltmeisterschaft                     | 1965 | Ljubljana | YUG  | letzte 32     | letzte 32     | Qual          | 4    |
| ROU     | Weltmeisterschaft                     | 1963 | Prag      | TCH  | letzte 128    | letzte 32     | letzte 32     |      |